# エミル・サヒティ
エミル・サヒティ（Emire Sahiti、1998年11月29日 - ）は、セルビア・ゼムン出身のコソボ人サッカー選手。ハンブルガーSV所属。ポジションはFW。

## クラブ経歴
母国コソボのKFトレプチャ'89でプロキャリアをスタートさせ、北マケドニアのFKラボトニツキを経て2018年8月29日、HNKハイドゥク・スプリトと4年契約を結んだ。
2020年7月21日、2020-21シーズンはHNKシベニクへレンタル移籍することが決定した。
2024年8月30日、ハンブルガーSVに移籍した。

## 代表経歴
2022年6月9日、UEFAネーションズリーグの北アイルランド代表戦にてコソボ代表デビューを飾った。

## タイトル
ハイドゥク・スプリト
- フルヴァツキ・ノゴメトニ・クプ : 2回 (2021-22, 2022-23)